# Château des Bordes (Indre-et-Loire)
Pour les articles homonymes, voir Château des Bordes.
Le château des Bordes, ou des Bordes-Guénand, est situé sur la commune du Petit-Pressigny, dans le département d'Indre-et-Loire.

## Historique
Le premier seigneur des Bordes connu est Guillaume Guenand, vivant en 1312.
Au XVIe siècle, la famille d'Amboise, héritière de la seigneurie, fait construire un château entouré de fortifications, d'un châtelet d'entrée, d'une porterie secondaire et de douves. 
Dans la seconde moitié du XVIe siècle, la partie ouest du châtelet est reconstruite par Philippe de Créquy, seigneur des Bordes en 1567, et par son épouse, Urbaine de Montmorency-Laval ; les parties hautes de la tour d'escalier du logis reçoivent de nouvelles fenêtres et un nouveau décor ; la ferme de la basse-cour qui possède déjà un logis du XVe siècle s'agrandit d'un colombier. 
Au XVIIIe siècle, le logis est reconstruit sur la cave, par la famille Bouthillier de Chavigny ; un pavillon est accolé au sud-ouest du nouveau logis à la fin du XVIIIe siècle par Pierre de Gaullier, seigneur des Bordes. Au XVIIIe siècle, la chapelle qui forme un avant corps est reconstruite et les communs sont remaniés.